# Euxoa altera
Euxoa altera là một loài bướm đêm trong họ Noctuidae.